# Tachina rufoanalis
Tachina rufoanalis là một loài ruồi trong họ Tachinidae.